# Jordi Meeus
Jordi Meeus (født 1. juli 1998 i Lommel) er en cykelrytter fra Belgien, der er på kontrakt hos Red Bull-Bora-Hansgrohe.